# Stazione di Fagnano Olona
La stazione di Fagnano Olona era posta lungo la ferrovia Castellanza-Mendrisio, dismessa nel 1977, e serviva il comune di Fagnano Olona.

## Storia

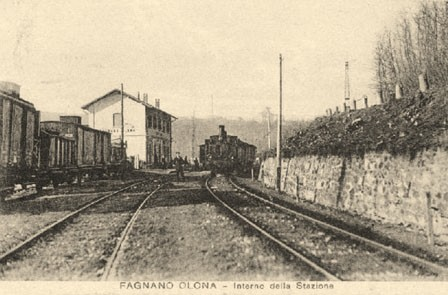
Treno a vapore a Fagnano Olona

L'impianto venne attivato il 18 luglio 1904 contestualmente all'inaugurazione della tratta Castellanza-Cairate della linea per Malnate, a cura della Società Anonima per la Ferrovia Novara-Seregno (FNS).
L'11 dicembre 1938, il capolinea della ferrovia fu arretrato a Malnate in conseguenza degli eventi correlati con la seconda guerra mondiale; l'anno successivo la ferrovia venne attestata a Castiglione Olona. In conseguenza di ciò il traffico passeggeri diminuì, per essere definitivamente soppresso nel 1952, lasciando alla stazione la sola funzione di scalo per le merci.
Il 16 luglio 1977 la linea, e con essa la stazione di Fagnano Olona, venne definitivamente soppressa.
Il fabbricato viaggiatori, ormai fatiscente, fu demolito nel 1992.

## Strutture e impianti
La stazione disponeva, oltre al binario di corsa e a quello di raddoppio, da un tronchino per le merci posto a sinistra rispetto al fabbricato viaggiatori.